# Dancing Hare
Die Dancing Hare (ursprünglich Lady Aida, dann Lady Ghislaine, dann Lady Mona K) ist eine von Jon Bannenberg entworfene und auf der heute zur Damen Shipyards Group gehörenden Werft Amels Holland gebaute Motoryacht. Die 1986 in Dienst gestellte Yacht ist auf den Marshallinseln registriert.

## Geschichte
Der Erstbesitzer des luxuriösen Schiffes war der saudi-arabische Waffen-Milliardär Adnan Khashoggi. Danach erwarb Robert Maxwell die Yacht. Er benannte sie nach seiner Lieblingstochter Ghislaine als Lady Ghislaine. 1991, als Maxwell die Tageszeitung Daily News übernahm, fungierte die Yacht als vorübergehendes Firmenhauptquartier im Hafen von New York City. Am 5. November 1991 verstarb Maxwell unter ungeklärten Umständen in den Gewässern um die Kanarischen Inseln, nachdem er dort mit der Lady Ghislaine geankert hatte. In den Jahren danach ging das Schiff an einen neuen Besitzer.

## Ausstattung
Die Yacht bietet Platz für zwölf Fahrgäste, die in sechs Kabinen untergebracht werden können. Außerdem ist Platz für eine fünfzehnköpfige Schiffsbesatzung.